# Kreatywność
Kreatywność (postawa twórcza; od łac. creatus „twórczy”) – proces umysłowy pociągający za sobą powstawanie nowych idei, koncepcji lub nowych skojarzeń, powiązań z istniejącymi już ideami i koncepcjami. Myślenie kreatywne to myślenie prowadzące do uzyskania oryginalnych i stosownych rozwiązań. Alternatywna, bardziej codzienna definicja kreatywności mówi, że jest to po prostu zdolność tworzenia czegoś nowego. 

## Problemy z definicją
Intuicyjnie proste zjawisko kreatywności, w rzeczywistości jest procesem bardzo złożonym. Było ono badane między innymi z perspektywy psychologii behawioralnej, psychologii społecznej, neuropsychologii poznawczej, sztucznej inteligencji, filozofii, historii, ekonomii i biznesu. Badania objęły kreatywność w życiu codziennym, kreatywność wyjątkową, wybitną a nawet kreatywność sztuczną. 
W przeciwieństwie do wielu innych zjawisk, w nauce nie ma jednej uniwersalnej, autorytatywnej definicji kreatywności. Podobnie w psychologii nie istnieją żadne standardowe techniki pomiaru kreatywności. W literaturze psychologicznej można znaleźć ponad 60 różnych definicji kreatywności.

## Techniki myślenia kreatywnego
Kreatywność to umiejętność, której można się nauczyć i ją rozwijać. Do przykładowych technik i narzędzi w procesie kreatywnym należą:
- Burza mózgów[1].
- Technika 635[1].
- Technika Philips 66 (Buzz Session)[1].
- Technika delficka[1].
- Technika odwracania problemu[1].
- Synetyka[1].
- Technika morfologiczna[1].
- Technika ukierunkowanych poszukiwań[1].
- Technika porównań[1].
- Algorytm rozwiązywania zadań wynalazczych (ARZW)[1].